# Microfone sem fio

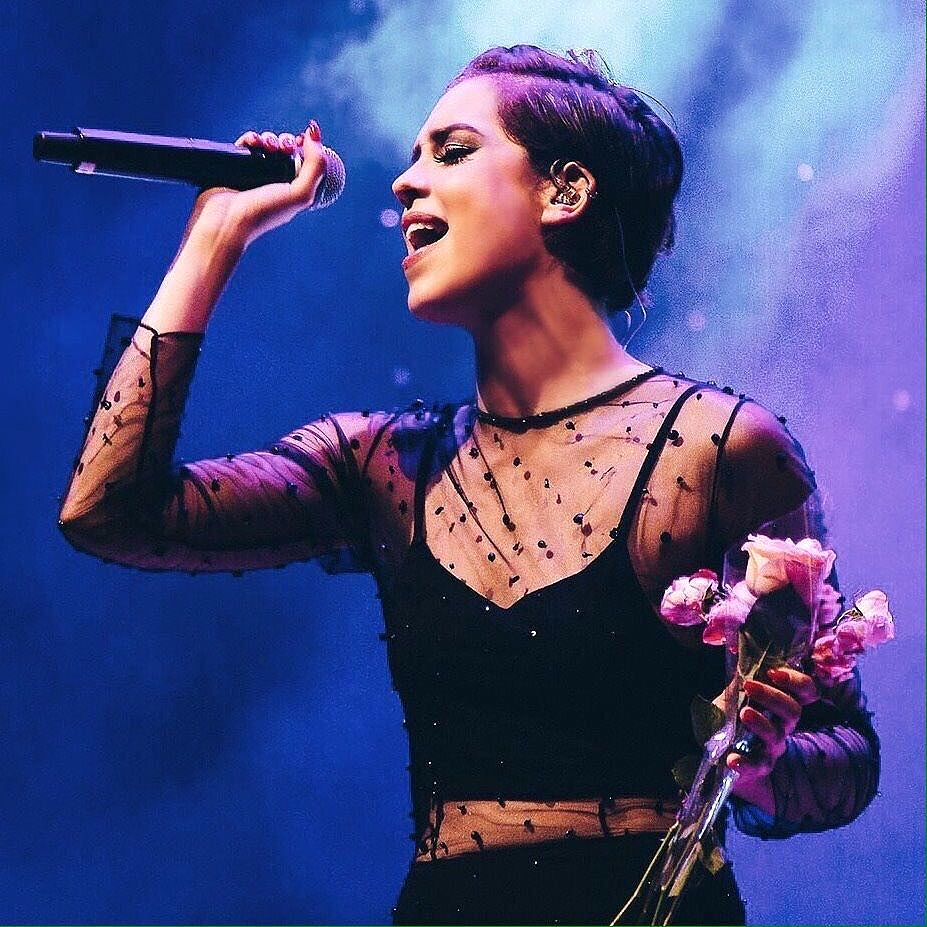
Cantora Sophia Abrahão usando microfone de mão sem fio

Um microfone sem fio é um microfone sem cabo físico conectando-o diretamente ao equipamento de gravação de som ou amplificador ao qual está associado. Possui um pequeno transmissor de rádio alimentado por bateria no corpo do microfone, que transmite o sinal de áudio por ondas de rádio para uma unidade receptora próxima. O outro equipamento de áudio é conectado à unidade receptora por cabo. Microfones sem fio são amplamente utilizados na indústria do entretenimento, transmissão de televisão e falar em público para permitir que oradores, entrevistadores, artistas e artistas se movam livremente enquanto usam um microfone sem a necessidade de um cabo.
Microfones sem fio geralmente usam bandas de radiofrequência VHF ou UHF, pois permitem que o transmissor use uma pequena antena discreta. Unidades baratas usam uma frequência fixa, mas a maioria das unidades permite a escolha de vários canais de frequência, em caso de interferência em um canal ou para permitir o uso de vários microfones ao mesmo tempo. A modulação FM é normalmente usada, embora alguns modelos usem modulação digital para evitar recepção não autorizada por receptores de rádio scanner. Alguns modelos usam duas antenas para evitar que nulos interrompam a transmissão conforme o artista se move. Alguns modelos de baixo custo (ou especializados) utilizam luz infravermelha, embora exijam uma linha de visão direta entre o microfone e o receptor.

## História
Vários indivíduos e organizações afirmam ser os inventores do microfone sem fio. Por volta de 1945, havia esquemas e kits para amadores oferecidos nas revistas Popular Science e Popular Mechanics para fazer um microfone sem fio que transmitiria a voz para um rádio próximo.
Reg Moores, patinador artístico e engenheiro de vôo da Força Aérea Real, desenvolveu um microfone de rádio em 1947, que ele usou pela primeira vez na produção de Tom Arnold "Aladdin on Ice" no estádio esportivo de Brighton, de setembro de 1949 até a temporada de Natal. Moores fixou o transmissor sem fio no figurino do personagem Abanazar e funcionou perfeitamente. Moores não patenteou sua ideia, pois estava usando ilegalmente a radiofrequência 76 MHz. Os produtores do espetáculo no gelo decidiram que não continuariam usando o aparelho; eles prefeririam contratar atores e cantores para atuarem em microfones ocultos para "dublar" as vozes dos outros patinadores no gelo, que ficariam assim livres para se concentrar em sua patinação. Em 1972, Moores doou seu protótipo de 1947 ao Museu da Ciência de Londres.
Herbert "Mac" McClelland, fundador da McClelland Sound em Wichita, Kansas, fabricou um microfone sem fio para ser usado por árbitros de beisebol em jogos da liga principal transmitidos pela NBC do Lawrence – Dumont Stadium em 1951.
A empresa estadunidense Shure Brothers afirma que seu sistema "Vagabond" de 1953 foi o primeiro "sistema de microfone sem fio para artistas". Seu campo de cobertura era um círculo de "aproximadamente 700 pés quadrados", o que corresponde a uma distância de linha de visão de apenas 15 pés (4,6 m) do receptor.
Em 1957, o fabricante alemão de equipamentos de áudio Sennheiser, na época chamado Lab W, trabalhando com a emissora alemã Norddeutscher Rundfunk (NDR), exibiu um sistema de microfone sem fio. A partir de 1958 o sistema foi comercializado pela Telefunken sob o nome de Mikroport, que incorporava um microfone de cartucho de bobina móvel dinâmica com padrão de captação cardióide. Transmitia aos 37 MHz com um alcance especificado de 300 pés (90 m).
A primeira patente registrada para um microfone sem fio foi registrada por Raymond A. Litke, um engenheiro elétrico norte americano da Educational Media Resources e do San Jose State College, que inventou um microfone sem fio em 1957 para atender às necessidades de multimídia para televisão, rádio e ensino em sala de aula. Sua patente nos EUA número 3134074 foi concedida em maio de 1964. .
Introduzido em 1958, o microfone sem fio Sony CR-4 já era recomendado em 1960 para apresentações de teatro e shows em boates. Os treinadores de animais da Marineland of the Pacific, na Califórnia, usavam o dispositivo de 250 dólares para apresentações em 1961. O transmissor FM de 27.12 MHz era capaz de caber no bolso de uma camisa. Diz-se que era eficaz até 100 pés (30 m), montou uma antena flexível e um microfone dinâmico destacável. O receptor valvulado incorporava uma gaveta de transporte para o transmissor e um pequeno alto-falante monitor com controle de volume.
Outro fabricante alemão de equipamentos, a Beyerdynamic, afirma que o primeiro microfone sem fio foi inventado por Hung C. Lin. Chamado de "transistofone", entrou em produção em 1962. A primeira vez que um microfone sem fio foi usado para gravar som durante a filmagem de um filme foi supostamente em Rex Harrison no filme My Fair Lady de 1964, através dos esforços do engenheiro de som de Hollywood vencedor do Oscar, George Groves.
A faixa dinâmica mais ampla veio com a introdução do primeiro microfone sem fio compander, oferecido pela Nady Systems em 1976. Todd Rundgren e os Rolling Stones foram os primeiros músicos populares a usar esses sistemas ao vivo. Kate Bush é considerada a primeira artista a ter um fone de ouvido com microfone sem fio construído para uso musical. Para sua Tour of Life em 1979, ela tinha um microfone compacto combinado com uma construção feita por ela mesma de cabides de arame, para liberar suas mãos para apresentações de dança expressionista. Sua ideia foi adotada para apresentações ao vivo por outros artistas como Madonna e Peter Gabriel. Nady ingressou na CBS, Sennheiser e Vega em 1996 para receber um prêmio Emmy conjunto por "ser pioneiro no desenvolvimento do microfone sem fio para transmissão".